# 里窩那主教座堂
43°33′01″N 10°18′34″E / 43.550305°N 10.309435°E
聖方濟主教座堂（Cattedrale di San Francesco）位于意大利托斯卡纳大区里窝那市中心的大广场（Piazza Grande），是天主教里窝那教区的主教座堂。文艺复兴时期的建筑，建于16-18世纪。1806年成为主教座堂。1943-1944年在二战中该堂毁于轰炸，战后重建，1952年12月21日祝圣。

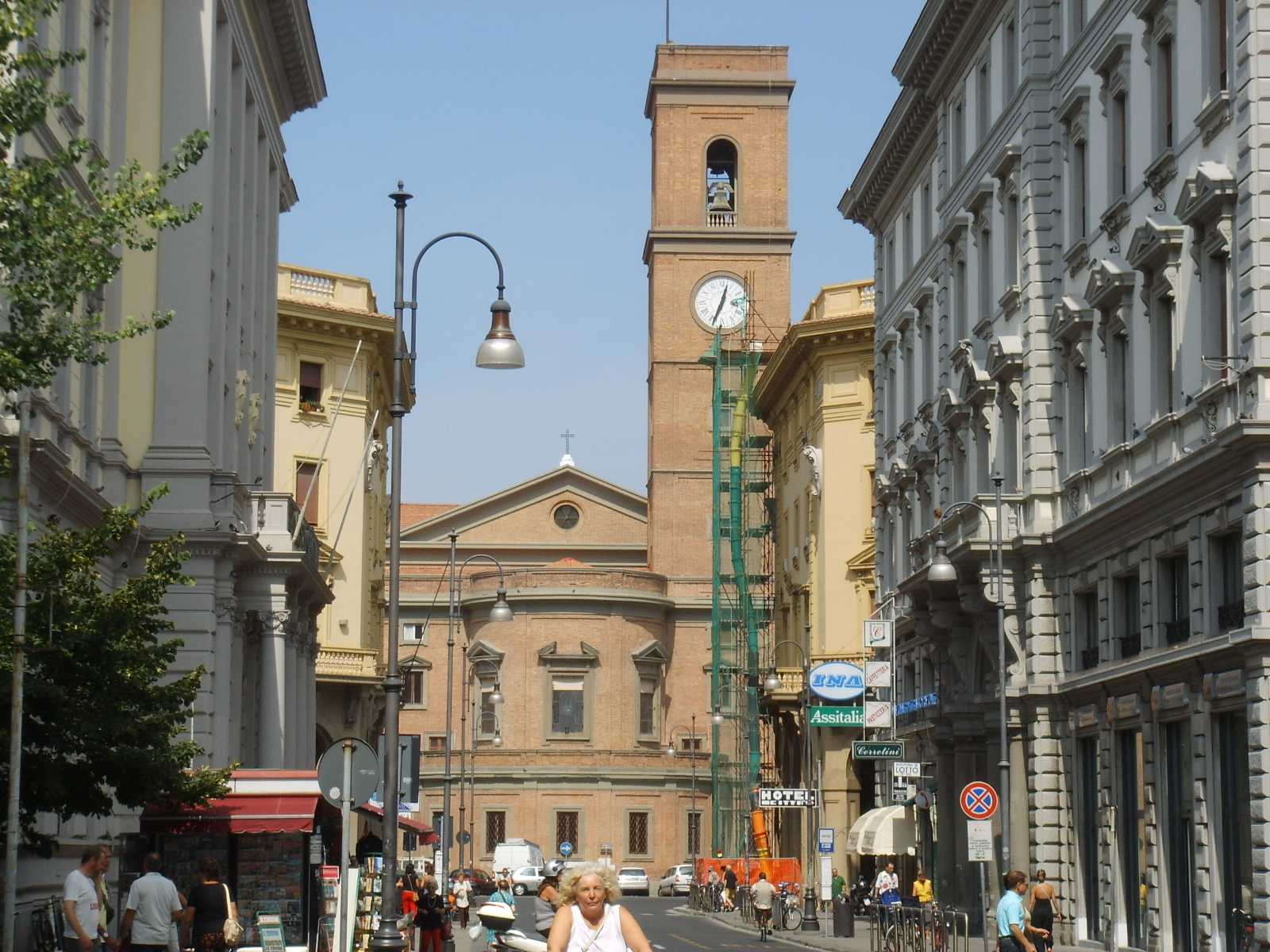
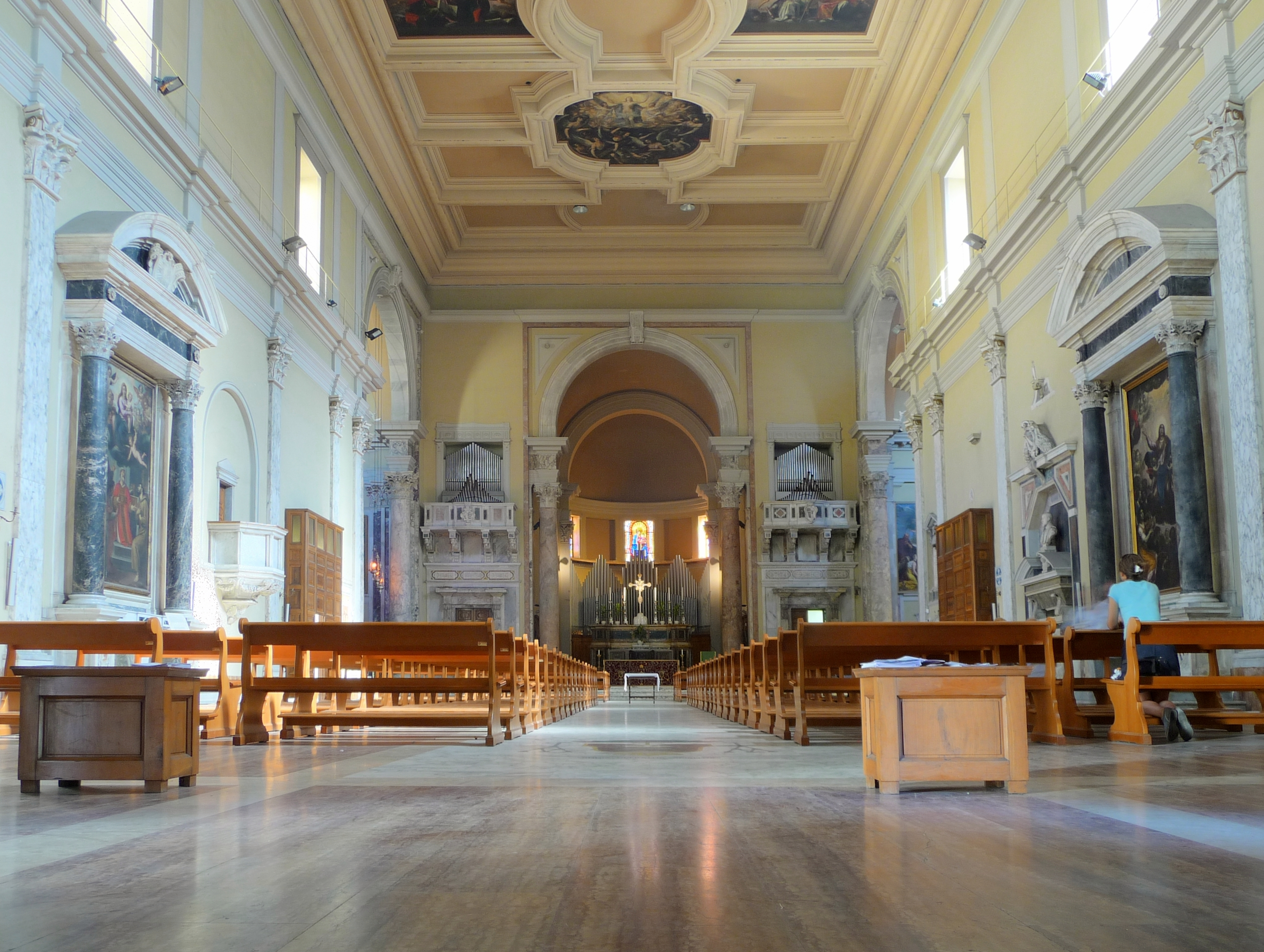
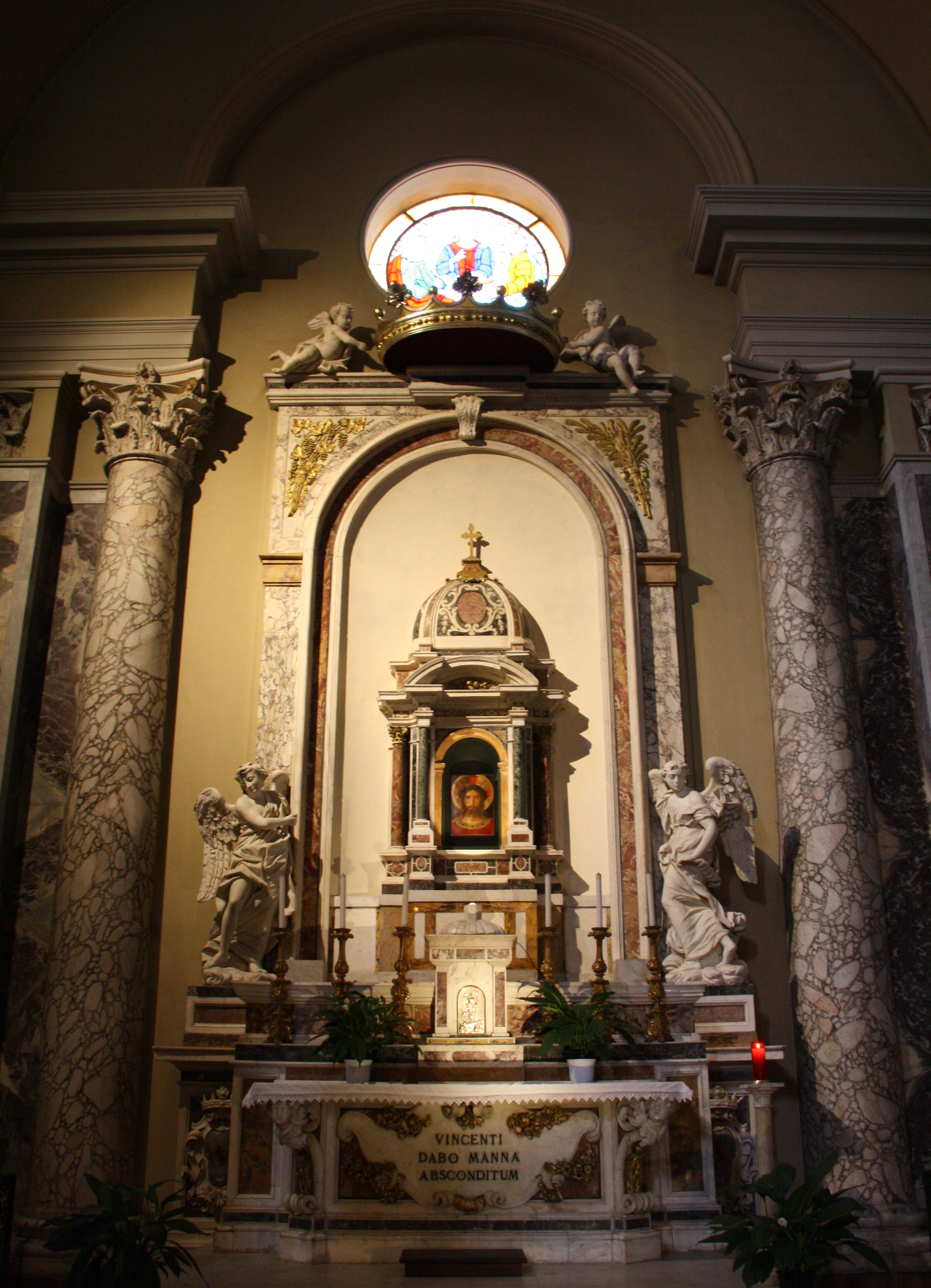